# António Maria Cardoso
António Maria Cardoso, (Lisboa, 5 de Maio de 1849 – Lisboa, 17 de Novembro de 1900) foi um oficial da Marinha Portuguesa, deputado e explorador em África, na segunda metade do século XIX.

## Biografia
António Maria Cardoso nasceu em 5 de Maio de 1849, em Lisboa.
Em 1882, na companhia de outro explorador, João de Azevedo Coutinho, realizou uma expedição cujas conclusões foram publicadas pela Sociedade de Geografia de Lisboa.
António Maria Cardoso foi também celebrado pela sua exploração "ao Nyassa e ao Mataca", terminada em 1889.
Foi eleito deputado em 1890.
Entre outras honrarias, recebeu a Medalha de Ouro de Serviços no Ultramar e foi feito Comendador da Ordem da Torre e Espada, Ordem de Cristo e da Ordem de Aviz, para além Comenda da dinástica Ordem da Conceição.
Em Novembro de 1895 passou a Capitão-de-fragata.
António Maria Cardoso morreu em 17 de Novembro de 1900, em Lisboa.
Em Lisboa existe uma rua com o seu nome, onde em tempos esteve localizada a sede da extinta PIDE, a polícia política portuguesa do Estado Novo.